# Lidia Borkowska
Lidia Borkowska (ur. 8 sierpnia 1967 w Radzyniu Podlaskim, zm. 10 listopada 2020) – polska biolożka, dr hab.

## Życiorys
W 1991 uzyskała tytuł magistra biologii w Wyższej Szkole Rolniczo-Pedagogicznej w Siedlcach na Wydziale Rolniczym w Instytucie Biologii. 9 maja 2001 obroniła pracę doktorską Zaburzenia wywołane eksperymentalnie w zbiorowisku niekoszonej łąki Cirsietum rivularis Ralski 1931 a funkcjonowanie niszy regeneracyjnej, 13 marca 2018 habilitowała się na podstawie pracy zatytułowanej Ekologia gatunków roślin klonalnych w procesie sukcesji na niekoszonej łące. Była zatrudniona na stanowisku adiunkta w Instytucie Nauk Biologicznych na Wydziale Nauk Ścisłych i Przyrodniczych Uniwersytetu Przyrodniczo-Humanistycznego w Siedlcach.